# 少女ヌード写真集
少女ヌード写真集（しょうじょヌードしゃしんしゅう）は、18歳未満の少女、特に思春期の裸体を被写体にした写真作品。日本では1960年代から出版されていたが、1999年の児童買春、児童ポルノに係る行為等の処罰及び児童の保護等に関する法律の施行によってごく一部を除き出版・流通とも停止した。

## 概要

女性のタナー段階。乳房のタナー段階がVだけでなく、I-IVの乳房が露出している作品もあった。

1970年代初頭にオランダやデンマークでポルノが解禁されると、そのサブジャンルとして児童ポルノもまた出現したが、そうした作品が少女と成人男性の性交を露出したものだったのに対し、日本における少女ヌードは基本的に裸体の鑑賞に留まっていた。かつての日本では陰毛の描写を禁じられていたため、そもそも陰毛のない（陰毛のタナー段階が陰毛無しのIまたはII-IVで剃毛や脱毛をしている）少女の女性器、いわゆるワレメ（割れ目）は猥褻とは見なされず、性的パートナーのいない男性にとっては少女ヌードだけが女性器を見る手段だった。そのため小児愛好癖のない男性も代替品として少女ヌード写真を手にすることが多かったらしい。乳房のタナー段階がVだけでなく、I-IVの乳房が露出している作品もあった。

## 歴史
1970年代以前には、明確な「少女ヌード写真集」は存在しない。ただし、1943年にドイツ語から日本語訳されたシュトラッツ『子供のからだとその養育』のような医学書や保健体育関連の資料を、一部のマニアが「少女の裸体を見る」という本来の用途以外の目的で愛好していた。本邦においては、漫画家のつゆきサブロー（杉本五郎）が戦前より少女趣味を発揮していたことが知られている。

### 1970年代（黎明期）
日本における少女ヌード写真集は1969年、12歳の梅原多絵(黒田多絵)をモデルとした剣持加津夫撮影『ニンフェット 12歳の神話』（ノーベル書房）を嚆矢とする。もっとも、自然の中のおおらかなヌードを掲載した本書は、自然主義的感覚が前面に出た、ロリータ・コンプレックス（ロリコン）要素の少ないものであった。妊娠中絶問題、性教育、青少年麻薬問題の専門家である剣持は、この写真集をあくまで性解放というコンテクストで出版したのである。
じっさい、日本における初期の少女ヌード写真集はナチュラリズムの文脈で出版されたものが多数を占めていた。代表的なものをいくつか列挙しておく。①小川勝久『星 陽子フォト・ロマネスク 初恋十六歳』（ノーベル書房、1970年）、② 大山謙一郎『The Little July』（ヤック翔龍社、1971年）、③清岡純子『聖少女』（フジアート出版、1977年）、④同『野菊のような少女　聖少女パート2』（フジアート出版、1979年）。③や④を出版した清岡は、以降、1980年代にかけて毎年のように写真集を出してゆき、野外撮影を得意とする少女ヌード写真家としてその名を馳せていく。
少女無垢さを押し出す路線とは一線を画した写真集も、この時期にわずかながら存在する。沢渡朔の『少女アリス』（河出書房新社、1973年）である。8歳のフランス人モデルであった少女サマンサをロンドン郊外で撮影したこの写真集は、ルイス・キャロル『不思議の国のアリス』をモチーフにフェティッシュな対象としての少女を耽美的に表現し、不朽の名作となる。1979年には続編、『ALICE FROM THE SEA 海からきた少女』（河出書房新社）が出版された。
現代的な意味における「ロリコン」ブームの実質的な火付け役となったのは、山木隆夫『LITTLE PRETENDERS 小さなおすまし屋さんたち』（ミリオン出版、1979年）である。5人の日本人少女モデルの女性器が露出しているという理由で絶大な話題を呼び、「当時、山手線内に吊り広告まで出された」という本書は、20万部を発行する大ベストセラーとなった。また、1977年にブロンズ社から発行された「12歳の神話」の第三版の影響も大きい。
黎明期における「少女ヌード写真」の象徴的な出来事としては、1971年、大上亜津佐（細井ちひろ）11歳のヌードを用いた全面広告写真が毎日新聞 （10月29日号）に掲載されたことが挙げられる。ここに付けられた「彼女はまだ11才。どう育つでしょう、セックスセックスセックスの世の中で」のキャプションからは、当時少女ヌードが「通俗性」に対抗し得るだけの「神秘性」を付与されつつ受容されていたことが分かる。大山の存在は、雑誌平凡パンチ1971年11月1日号のグラビア（長友健二撮影）や先述の『The Little July』と併せて社会的な反響を呼び、「子供の性」をどう捉えるかという基本的な議論を喚起することとなった。
この頃は「少女ヌード写真」が和雑誌に掲載されることはほぼ無かったと言える。数少ない例外は、雑誌『GORO』（1975年8月14日号）における「青い性の少女たち」特集である。篠山紀信の撮影による13歳の芦田かおると11歳の小枝草久美の写真は、「激写」シリーズ自体の人気も相まって、話題を呼んだ。
当時において「ロリコン」趣味は、洋雑誌において昇華されていたのが実態である。アメリカ合衆国のヌーディスト雑誌『モペット』は、1976年頃に日本で流通し始め、ここに収められた少女写真がアングラ的な人気を博していたという。また少女と成人男性の絡みを写したデンマークのポルノ雑誌『ニンフ・ラバー』なども、1978年までには日本に輸入され、定着していた。

### 1980年代（成長期）
1980年代は、少女ヌード作品が市場の大きな需要となっていることが明確に意識され、それに応えようと爆発的ともいえる供給がなされた時期となった。実に100以上の少女ヌード写真集がこの時期に発売されている。この時期の代表的な写真集を列挙しておこう。①石川洋司外国少女写真集：『プティフェ: ヨーロッパの小さな妖精たち』（1979年）、『愛の妖精ソフィ』（1980年）、『妖精ソフィ』（1981年）など 。②会田我路少女写真集：『ROMANCE 五人の少女の前奏曲』（1981年）など。③清岡純子の『聖少女』シリーズ：花咲まゆをモデルとした『潮風の少女』（1982年）など。④高橋景一少女写真集：武見あゆみをモデルとした『純少女　武見あゆみ写真集』（1982年）など。⑤大友正悦少女写真集：廣本さとみをモデルとした『さとみ 十歳の神話』（1983年）など  。⑥近藤昌良少女写真集：山添みづきをモデルとした『十二歳の砂時計』、萩尾ゆかりをモデルとした『美少女アイドル　萩尾ゆかり写真集』（1985年）、藤野姉妹をモデルとした『双子座』（1987年）など。⑦英知出版3部作：織絵可南子をモデルとした『心のいろ』、諏訪野しおりをモデルとした『君はキラリ』、早見裕香をモデルとした『不思議の国の少女』（1984年）。
1980年代は専門誌興隆の時代でもある。史上初の専門誌『少女アリス』は1980年創刊。これにポルノ雑誌『Hey!Buddy』が呼応し、82年4月からロリコン路線に移行、ブームの過熱を煽った。これ以降、82年『少女体験』『ありす』、83年『ありす倶楽部』『みるく』『CANDY』、84年『ロリコンHOUSE』『ロリくらぶ』、85年『にんふらばあ』と続く。また、先述の清岡純子による『プチトマト』シリーズも、この時期に刊行されている。特筆すべきは、やはり『Hey!Buddy』である。同誌には投稿雑誌の先駆けという一面もあり、グラビア掲載に留まらず読者が投稿した画像のページが充実していた。対象を物陰に連れ込んで撮影した「少女いたずら写真」コーナーのように、ほとんど何でもありの状態だったという。流石にお咎めなしというわけにもいかず、別冊『少女アングル』が当局から警告を受け、増刊『ロリコンランド』が「幼女のワレメも性器である」として発禁処分となった。結局、本誌は1985年11月号をもって廃刊となる。
このように興隆を極めた少女ヌード文化であるが、1985年に入ると「規制の強化や、淫行条例がいくつかの都道府県で制定されるなどの影響下で、このロリコン・ブームにも翳りが生じてくる」こととなる。つまり、少女ヌードは児童性愛的な男性の需要と密接に結び付けられ、わいせつ表現の面から社会的な批判や介入をよび、いくつかの児童福祉法違反による検挙や猥褻図画としての規制圧力を余儀なくされたのだ。以降、業界内外の風当たりが急激に強くなることとなる。 いくつか象徴的な「事件」をあげておこう。①1985年、「サイパン・ロケ中に現地警察に連行されるという事件」のために、「ミリオン出版はロリータ・ムックから撤退を余儀なくされる」 。②1986年、ニューヨークで日本製の少女ヌード写真集が摘発される事態が発生。以降、業界内外の風当たりが急激に強くなることとなる。 ③1987年、『プチトマト42』が警視庁から摘発される。「「プチトマト」の最新号に、多数のわいせつなシーンが掲載されていることがわかり、警視庁保安一課は、発行元の出版社をわいせつ図画販売容疑で家宅捜査を始めた。同誌は正規の取次店を経て一般書店に並ぶ「公刊出版物」で、約2万部が発行されたため、警視庁は、警察庁を通して全国の道府県警に店頭からの回収を求める異例の指示を出した」（「読売新聞」1987年1月31日）。このような展開には、1988年の東京・埼玉連続幼女誘拐殺人事件も大きく影響した。
もっとも、高桑常寿の言を借りれば「少女の写真は犯罪性があるって言われてるけど、結局、児童福祉法しか法律はない」のが当時の状況であった。実際、先述した『不思議の国の少女』を撮影した彩紋洋実が、倉橋のぞみをモデルに出版した『倉橋のぞみ14歳』（1987年）は、この時期にあっても空前の大ヒットを記録している。本格的な「禁制」が敷かれるのは、1999年を待たなければならなかった。
なお谷口玲の説によると、「ロリコン漫画」という共通項において実写派ロリコンとゆるく連帯していたキャラクター愛好派オタクが、トランジスタグラマーへとキャラクター描写の風潮が移行するとともに少女ヌードから離れていったことも業界衰退の一因と考えられる。

### 1990年代（成熟期）
いったん下火となった少女ヌード写真は、1990年代に入ると人気が再燃し、第2次ロリコンブームが到来した。1988年12月創刊の専門誌『アリスクラブ』は発行8万部を記録している。すでに新作における性器の露出は許されなくなっていたため、無修正時代の雑誌や写真集は高値で取引されるようになった。
力武靖が約10年間撮影し続けたモデル西村理香が人気を得て、『目覚める前に』（1994年）をはじめとする写真集がベストセラーとなる。1994年に高橋生建が竹書房｢新鮮組｣増刊で『美少女紀行』を刊行し､地域毎に総集編MAXも出た。

### 2000年代（衰退期）
1999年に児童買春、児童ポルノに係る行為等の処罰及び児童の保護等に関する法律が施行されたことにより、児童（18歳未満）の裸像を書籍、インターネットなどを通じて頒布する行為が禁止された。これにより、少女ヌード写真集の新規の出版は不可能となった。
2005年春、国立国会図書館蔵書の『清岡純子写真集 Best Selection!』が児童ポルノと認定され、閲覧不可となる。それ以後も児童ポルノの疑いがある資料が選定されてゆき、2006年4月1日をもって、同図書館所蔵の少女ヌード写真を含んだ資料の数百点が児童ポルノとして閲覧不可となった。

## 写真集リスト（写真家別）

### 石川洋司
- les Petites Fees プチフェ ヨーロッパの小さな妖精たち （岩波企画）1979年11月
- 石川洋司写真集 少女（三樹書房）1979年12月
- poupee プーペ 戯れる少女たち（世文社）1980年　（再刊：綜合図書1999年）
- 愛の妖精ソフィ 石川洋司写真集（三樹書房）1980年5月
- 妖精ソフィ 石川洋司写真集 森茉莉・文（毎日新聞社）1981年6月　カメラ毎日別冊・カメラ毎日創刊27周年記念
- 少女物語 : 石川洋司版）1984年9月
- DE DOS 石川洋司プライベートフォト うしろから… （ダイナミックセラーズ）1982年1月
- まだ、少女 ：ナンシーと青い瞳の天使たち （タツミムック56）1982年11月
- 愛しのナディア 石川洋司写真集（駿河台書房） 1985年3月
- ヴァネッサ稲妻 石川洋司写真集（駿河台書房）1985年1月
- 愛の妖精ソフィ 石川洋司写真集（駿河台書房）1985年1月
- ソフィー・グラフィティー 石川洋司写真集（大陸書房）1987年10月
- レティシア遊戯 石川洋司写真集（駿河台書房）1984年12月
- ソフィ16歳の青春 石川洋司写真集（駿河台書房）1984年11月
- les Petites Fees プチフェ ヨーロッパの小さな妖精たち 復刻版　1992年11月
- ヌー 25周年記念石川洋司写真集（風雅書房）1993年6月
- プライベートルーム20　石川洋司写真集（ブックマン社）1994年4月
- 愛人 石川洋司写真集　（風雅書房）
- プライベートルーム21ヨーロッパ（ブックマン社）
- 少女神話ソフィー（ブックマン社）　1994年11月
- まだ、少女　：ナンシーと青い瞳の天使たち（辰巳出版） 1995年新版
- 少女S ：ソフィーと秘密の園の天使たち（辰巳出版） 1995年新版
- 少女の夢 ：ヴェラと最後の楽園の天使たち（辰巳出版） 1995年新版
- 詩 少女 中野佑紀・文（鷹書房）1992年5月

### 篠山紀信
- Santa Fe(サンタフェ) 宮沢りえ写真集　篠山紀信撮影（朝日出版社） 1991年
- 神話少女 栗山千明写真集　篠山紀信撮影　中森明夫・文（新潮社） 1997年

### 野村誠一
- 夏の妹 浅野愛子写真集　野村誠一撮影（学研） 1987年

### 大友正悦
- えみちゃんの夏休み 広瀬絵美写真集（さーくる社）
- レオナの杜 レオナ（1998年1月10日、エムエスピー）
- 碧きレオナ レオナ（1998年5月10日、エムエスピー）
- こどもじゃないモン 根本しのぶ (シティ出版 1984)

### 大渕静樹（大舞地静樹）
- 白夜の少女ティナ 大舞地静樹（徳間書店） 1980年3月
- 少女を撮る 大淵静樹 （壱番館書房） 1981年10月
- 微笑む少女 大淵静樹　（ダイナミックセラーズ）1982年
- 必撮おんなの撮法 大淵静樹　（日本芸術出版社）1981年10月（写ガール仕掛人シリーズ）
- 妖精の夢 大舞地静樹（壱番館書房） 1982年11月
- 妖精伝説　La、Legend De Fees ヨーロッパの天使たち　大舞地静樹　（ミリオン出版）1983年10月
- 少女伝説 DIE SAGENHAFTE MADCHEN　　 大舞地静樹（ミリオン出版）1983年（ミリオンムック）
- ロリコン THE ワールド　大渕静樹　欧州撮り歩き・24人の美処女が満載（三和出版）1984年1月
- 夢人形　大渕静樹少女写真集（壱番館書房）1984年
- 青い果実 Ange de proposer 大渕静樹 （壱番館書房）（ローラ10歳、マリア11歳、ティジアナ10歳、クリスティーナ15歳、チェリオニ 9歳） 1981年1月
- 今夜はひとり 写真は猥褻なのが面白い (ワニの本)　1984年 成人女性がメインだが、数ページにわたり無修正の白人少女写真あり

### 神渡信平
- いっしょに遊ぼ！　小暮千絵　（ピラミッド社）1991年

### 木津智史
- 夢少女　ロシア美少女　木津智史写真集（富士見出版） 1997年
- 姉妹　  ロシア美少女　木津智史写真集（富士見出版） 1998年
- 愛少女  ロシア美少女　木津智史写真集（富士見出版） 1998年
- 微少女  ロシア美少女　木津智史写真集（富士見出版） 1998年
- 魅少女  ロシア美少女　木津智史写真集（富士見出版） 1998年
- 麗少女  ロシア美少女　木津智史写真集（富士見出版） 1998年
- 純少女伝説  ロシア美少女　木津智史写真集（富士見出版）1999年
- 聖少女伝説  ロシア美少女　木津智史写真集（富士見出版）1999年

### 清岡純子

#### 写真集
- 愛蔵版清岡純子写真集  （綜合図書）　1998年11月
- 清岡純子作品集  （辰巳出版）1993年3月
- 清岡純子写真集  （辰巳出版）1992年10月
- 天使のひみつ  （辰巳出版）　1988年11月
- プチ・フレッシュ（ダイナミックセラーズ） 1986年9月
- マイ・ラブリィ（ダイナミックセラーズ）1985年9月
- いたずら天使  （辰巳出版）1983年7月
- 清岡純子の少女写真館 　少女の詩  （ダイナミックセラーズ）1982年1月
- 清岡純子の少女写真術 　舞う少女  （ダイナミックセラーズ）1981年10月
- プチ・レディ（ダイナミックセラーズ）　1983年7月
- 白薔薇園PART-5（大塚カラー現像所出版部） 1982年6月
- 白薔薇園PART-4（大塚カラー現像所出版部） 1982年1月
- 白薔薇園PART-3（大塚カラー現像所出版部）1981年10月
- 「白薔薇園」PART-2、大塚カラー現像所出版部、1981年7月25日。
- 白薔薇園PART-1（大塚カラー現像所出版部）1981年4月
- ああ・少女  （清岡純子企画室）1980年5月
- 聖少女は今  （フジアート出版） 1983年11月
- 『私は「まゆ」13歳』（初版）フジアート出版、1982年9月20日。ISBN 9784828902920。
- 潮風の少女（平成版）  （フジアート出版）1991年10月
- リマの少女 聖少女パート6  （フジアート出版） 1983年7月
- 『潮風の少女』フジアート出版〈聖少女 PART V〉、1982年2月19日。ISBN 9784828902913。OCLC 673370984。
- 舞・少女 聖少女パート4  （フジアート出版） 1981年3月
- 犬と少女 聖少女パート3  （フジアート出版） 1980年3月
- 野菊のような少女 聖少女パート2  （フジアート出版） 1979年4月
- 聖少女 （フジアート出版） 1977年10月

#### 雑誌
プチトマト・シリーズ （ダイナミックセラーズ） 1982-87年  
- プチトマト42  きよみ  1987年1月31日
- プチトマト41  久美  1986年12月30日
- プチトマト40  理絵  1986年11月30日
- プチトマト39  弓子  1986年10月30日
- プチトマト38  綾子 加世子  1986年9月
- プチトマト37  綾子  1986年8月31日
- プチトマト36  綾子 加世子  1986年7月
- プチトマト35  美佐子  1986年6月
- プチトマト34  ちぐさ 由香里　きよみ なつこ  1986年5月
- プチトマト33  ちぐさ 由香里  1986年4月30日
- プチトマト32  きよみ なつこ  1986年3月31日
- プチトマト31  由香里 加世子  1985年12月25日
- プチトマト30  美保 雅美　クリスチーナ  1985年10月
- プチトマト29  薫  1985年5月25日
- プチトマト28  明子  1985年4月25日
- プチトマト27  由香里  1985年3月25日
- プチトマト26  ミキ マコ  1985年2月25日
- プチトマト25  美佐子 志乃  1985年1月25日
- プチトマト24  典子（きよみ）  1984年12月25日
- プチトマト23  久美 ロリアント  1984年11月25日
- プチトマト22  加世子 テレサ　マルガリータ  1984年10月
- プチトマト21  由利 クリスチーナ  1984年9月10日
- プチトマト20  直美 チエコ　クリスチーナ　サンドラ　ヘレン  1984年7月
- プチトマト19  乃美 リカ　ナージャ　テレサ　エヴァ  1984年6月
- プチトマト18  菊子 高桂子　園夕喜子（綾子）  1984年5月25日
- プチトマト17  まゆ ヘレン　サンドラ　リリアン  1984年3月25日
- プチトマト16  万里（美保） 雅美  1984年2月25日
- プチトマト15  洋子  1984年1月25日
- プチトマト14  薫  1983年12月30日
- プチトマト13  アンナ カテリーナ メアリー  1983年11月
- プチトマト12  万里（美保） 雅美  1983年9月30日
- プチトマト11  ケイリ カールチャ  1983年8月25日
- プチトマト10  真紀子 裕子　雅美  1983年7月25日
- プチトマト9  チエコ イライザ  1983年6月25日
- プチトマト8  恵美（若月万里） 園津季子　園覇奈子　上条律子  1983年5月
- プチトマト7  シルヴィ アン　クリス　シンディ　ローラ  1983年4月
- プチトマト6  薫 乃美  1983年3月25日
- プチトマト5  エリザベス　ローザ  1983年2月
- プチトマト4  洋子 美紗　由香　夏子　裕美  1983年1月25日
- プチトマト3  テレサ エヴァ  1982年12月25日
- プチトマト2  直美 秀美  1982年11月25日
- プチトマト1  モリス　ナージャ タニア  1982年10月
- 別冊プチトマト3  綾子  1985年7月30日
- 別冊プチトマト2  花咲まゆ  1985年6月30日
- 別冊プチトマト1 少女と戦車  名川登紀子&74式中戦車  1985年1月
- 別冊プチトマト 15歳クリスチーナ  クリスチーナ  1984年7月

フレッシュ・プチトマト・シリーズ （ダイナミックセラーズ）1988-1990年
- フレッシュプチトマト22  理絵  1990年5月
- フレッシュプチトマト21  ロリアント  1989年8月
- フレッシュプチトマト20  ひさこ  1989年7月
- フレッシュプチトマト19  クリスチーナ  1989年6月
- フレッシュプチトマト18  理絵  1989年5月
- フレッシュプチトマト17  美佐子  1989年5月1日
- フレッシュプチトマト16  雅美  1989年4月1日
- フレッシュプチトマト15  美保  1989年3月31日
- フレッシュプチトマト14  由香里  1989年2月28日
- フレッシュプチトマト13  綾子  1989年2月28日
- フレッシュプチトマト12  理絵  1989年1月30日
- フレッシュプチトマト11  弓子  1989年1月30日
- フレッシュプチトマト10  綾子 加世子  1988年12月
- フレッシュプチトマト9  加世子  1988年12月30日
- フレッシュプチトマト8  綾子 加世子  1988年11月
- フレッシュプチトマト7  弓子  1988年11月30日
- フレッシュプチトマト6  薫  　1988年10月26日
- フレッシュプチトマト5  美保 雅美  1988年10月
- フレッシュプチトマト4  理絵  1988年9月
- フレッシュプチトマト3  まゆ  1988年9月
- フレッシュプチトマト2  加世子  1988年8月
- フレッシュプチトマト1  由香里  1988年8月

### 黒松隆
- 小さなパリジェンヌたち　黒松隆写真集　（辰巳出版）
- 心のいろ 織絵可南子 （英知出版）1984年3月

### 近藤昌良（星野正義）
- Little Angels - 少女の詩 -　近藤昌良写真集 （世文社）1980年
- 風の中の少女  斉藤リエ・長谷川ひとみ・せきた由紀・河内山史子 （セルフ出版） 1981年
- 内山梨絵 : わがままアリスのひとりごと（笠倉出版社）1982年6月(少女文庫)
- Kaoruko ：田中薫子、6才から10才までのプロフィール 　（ミリオン出版）1982年9月 (ミリオン・ムック)
- 思春期（笠倉出版社） 1982年9月 (ロリータ写真文庫)
- 少女スナップ術 （エンドレス企画・白夜書房）1982年2月
- 夏の少女たち : 近藤昌良写真集 （白夜書房） 1982年5月
- 12歳の砂時計　山添みづき （群雄社出版） 1983年6月
- 山添みづき13歳 ロリータ・アイドル まだ愛はしらない（三和出版）1984年
- 山添みづき14歳 ロリータ・アイドル2（三和出版） 1985年
- 山添みづき15歳 ロリータ・アイドル3（三和出版） 1986年
- 山添みづき15歳 : 山添みづき写真集（三和出版）1987年11月 （サンワ・ムック）
- ロリータ・ふれんど 豪華版少女写真集　小学4年から中学3年まで美少女16人が脱いだ　近藤昌良、青山静男、岡部信三ほか撮影（三和出版）1984年
- あいまいな年輪 ：杉浦芽衣 （心交社）1993年4月（初花物語シリーズ 1）
- 海川結衣 小さなときめき （心交社）  1993年11月
- 安藤美希 柔らかな実り 心交社 1993年5月
- 好きなんだもん！ : 西田さおり写真集（心交社）1995年7月
- 美少女アイドル : 萩尾ゆかり写真集（三和出版）1985年8月15日
- 近藤昌良写真集 亜里沙 13歳・思春期盛り（白夜書房）1987年7月15日
- 近藤昌良[美少女アイドル]全撮影　双子座 藤野佳美・藤野悦美 13歳 （少年出版社） 1987年6月15日
- 朝岡しおり写真集 いたいけな季節 （心交社）　朝岡しおり 1993年7月

### 彩紋洋実 (ヒロミ・ウォルドロン)
- 奈々子・14歳
- 奈々子・15歳
- 森山ミク・ファーストメッセージ（12歳）
- 倉橋のぞみ・13歳
- 倉橋のぞみ・14歳
- 倉橋のぞみ・ラストメッセージ（15歳）
- 不思議の国の少女 早見裕香写真集（英知出版）1984年6月15日
- マリアン 彩紋洋実写真集 マリアン・ウォルドロン 1993年12月
- French Kids マリアン11歳の軌跡 マリアン・ウォルドロン 1994年11月
- マドモアゼル・マリアン マリアン・ウォルドロン 1995年3月

### アヤコ・パークス
- My Fairy マイフェアリ：サンクレメンテの少女たち（竹書房）1981年

### 山木隆夫
- LITTLE PRETENDERS 小さなおすまし屋さんたち Hiromi Yoko Yukie Yumiko Mayumi（ミリオン出版）1979年
- LITTLE PRETENDERS Forever リトルプリテンダーズ・フォーエバー（ミリオン出版）1982年8月

### 力武靖
力武靖名義のものについては力武靖の写真集の一覧を参照。

### オムニバス・その他

#### ロリータ写真文庫 笠倉出版社 1982年
- 『思春期』 近藤昌良・撮影 笠倉出版社 1982年9月 （ロリータ写真文庫）
- 『小さな恋人』 笠倉出版社 1982年9月 （ロリータ写真文庫）
- 『渚にて…』 色形光悟・撮影 笠倉出版社 1982年9月 （ロリータ写真文庫）
- 『妖精物語』 P.モラン（パトリック・モラン）・撮影 笠倉出版社 1982年9月 （ロリータ写真文庫）

#### オムニバスなど
- 豪華版「ロリータ MY LOVE」SMマニア6月号増刊 三和出版 1983年6月15日発行
- 『LOLITA Part2』 都市と生活社 1982年（昭和57年）6月1日初版発行